# 再保險條約
再保障条约 （德語：Rückversicherungsvertrag，1887年6月18日） 是德国与俄国的秘密条约。1886年，保加利亚危机发生，俄国与奥匈帝国关系恶化，令三帝同盟濒临瓦解。俾斯麦有鉴于此，借此寻求与俄国修好的机会。只要能保得住俄国支持，他才可以继续孤立法国，以保德国安全。
此条约分为两部分：
1. 德俄同意，如果对方与第三国交战，己方保持中立。但此条款不适用于德国攻击法国或是俄国攻击奥匈帝国。
2. 在附加的议定书中，如果俄国干预博斯普魯斯海峽与達達尼爾海峽，亦即黑海的入海口，德国将会保持中立。换句话说，德国会容许俄国进犯鄂圖曼帝國及两边海峡，甚至是鄂圖曼土耳其帝國首都君士坦丁堡，威胁地中海的势力均衡。

条约有效三年。作为俾斯麦系统的一部分，条约的成功非常视乎俾斯麦的声望。1890年，俾斯麦下台后，德国外交部自感无力继续推行此政策。在1890年，俄国要求续订条约，但德国多次拒绝。德皇威廉二世认为他与俄国沙皇有血缘关系，故此深信可以保持良好外交关系。俄国在巴尔干半岛的影响壮大，威胁英国在中东殖民地利益，已经令两国关系紧张；如果强求与俄国结盟，德国可能因此失去与英国结盟的机会。然而，在条约失效后，俄国只觉得遭到孤立，所以在1892年与法国结盟，令俾斯麦心中“法国突破孤立的噩梦”（Bismarck's Nightmare）成真。
1896年，德国报章《汉堡信报》（Hamburger Nachrichten）披露了条约内容，引起德国与奥国人民的强烈抗议。
俄法同盟令德国受到孤立，所以是造成战争爆发的原因之一。